# In the End (Snow Patrol)
In the End is een nummer van de alternatieve rockgroep Snow Patrol. Het is geschreven door Gary Lightbody en geproduceerd door Jacknife Lee. Het nummer werd eind december uitgebracht als de derde Britse en Nederlandse single van de bands zesde studioalbum Fallen Empires, dat op 11 november 2011 uitkwam. In andere landen werd New York de derde single.

## Release
Op 10 december 2011 publiceerde zanger Gary Lightbody een blogpost op tumblr.com, waar hij de opnames voor het nummer besprak. Dit bevestigde dat In the End de nieuwe single van het album zou worden. Het nummer werd echter op 10 december 2011 al op de radio uitgebracht als airplaysingle, daar waar het op 3FM al in de playlist werd opgenomen. In the End werd op 16 december 2011 Alarmschijf op Radio 538. De single werd tussen 2010 en 2011 opgenomen aan de Topanga Canyon in Los Angeles, Verenigde Staten en in mei gemixt. De strekking van het nummer houdt in dat het leven, ondanks de ruzies en mindere momenten in een relatie, uiteindelijk om de liefde draait.

## Thema
In een interview met Billboard verklaarde Lightbody dat het nummer gaat over het besef van waarheid. Het nummer legt uit dat liefde datgene is wat het meest belangrijk is; het hebben van liefde in je leven en de aanwezigheid van familie. Zelfprotectie door het gebruik van leugens werken averechts waardoor men hun ware zelf moeten zijn om zo tot liefde te komen.

## Stijl en compositie
In the End is een nummer dat past in de genres alternatieve rock en indierock met elementen uit de synthrock. Het nummer bevat, in tegenstelling tot de meeste Snow Patrol-singles, een AABA-patroon met een intro met enkele gitaartonen van een kwart tel, gevolgd door een couplet met daarin de gitaartonen met daarbij een gitaarriff en een basgitaar die eveneens kwartnoten speelt en de vocalen van Lightbody. Halverwege het couplet beginnen de drums met 4/4-slagen op de bassdrum en 2/4 op de hihat. In het refrein verdwijnt het gitaarspel uit de intro en maakt het plaats voor een hoge gitaarriff en aan het einde van het refrein is wilder door slagen op verschillende toms. Het tweede couplet is gelijk aan het eerste op de basspel na, die langere tonen aanslaat. In het tweede refrein verandert het gitaarriffje van het eerste couplet door een thematisch melodie te spelen en bevat de tweede helft een door synthrock geïnspireerde drumspel door snelle slagen op de hihat en de snaredrum die elkaar afwisselen. De brug is qua dynamiek rustiger dan de rest van het nummer met alleen bas, drums en het themariffje. Halverwege de brug begint het nummer weer met de normale instrumentatie zonder Lightbody's vocalen en het derde refrein bevat de door synthrock geïnspireerde drums, afgewisseld door de luide slagen. Het is geschreven in C Majeur wordt gespeeld in een tempo van 138 beats per minute. De vocalen van Lightbody variëren tussen de G3 en de E5.

## Tracklijst
Alle muziek en teksten zijn geschreven door Snow Patrol. 
| Nr. | Titel                    | Duur  |
| --- | ------------------------ | ----- |
| 1.  | In the End (albumversie) | 03:59 |

| Nr. | Titel                     | Duur  |
| --- | ------------------------- | ----- |
| 1.  | In the End (radio edit)   | 04:04 |
| 2.  | In the End (instrumental) | 03:59 |

| Nr. | Titel                              | Duur  |
| --- | ---------------------------------- | ----- |
| 1.  | In the End                         | 04:00 |
| 2.  | In the End (Whateverman Remix)     | 04:16 |
| 3.  | In the End (Dressing Room Session) | 03:55 |

| Nr. | Titel                          | Duur  |
| --- | ------------------------------ | ----- |
| 1.  | In the End                     | 04:00 |
| 2.  | In the End (Whateverman Remix) | 04:16 |
| 3.  | In the End (Live in Belfast)   | 04:15 |

| Nr. | Titel                          | Duur  |
| --- | ------------------------------ | ----- |
| 1.  | In the End                     | 04:00 |
| 2.  | In the End (Whateverman Remix) | 04:16 |
| 3.  | In the End (Live in Glasgow)   | 04:03 |

## Top 40
Het nummer werd in weinig landen uitgebracht, waardoor het alleen in de Nederlandse Top 40 genoteerd stond. Dit was op basis van airplay, aangezien het nummer niet in de Single Top 100 stond. In the End stond vijf weken in de Top 40, met als hoogste notering de 35ste plaats in de tweede en derde week, zodat het van de zeven singles die een notering in de lijst hadden het slechtst presteerde.

### Nederlandse Top 40
| Hitnotering: 31-12-2011 t/m 28-01-2012 | Hitnotering: 31-12-2011 t/m 28-01-2012 | Hitnotering: 31-12-2011 t/m 28-01-2012 | Hitnotering: 31-12-2011 t/m 28-01-2012 | Hitnotering: 31-12-2011 t/m 28-01-2012 | Hitnotering: 31-12-2011 t/m 28-01-2012 | Hitnotering: 31-12-2011 t/m 28-01-2012 |
| Week:                                  | 1                                      | 2                                      | 3                                      | 4                                      | 5                                      |                                        |
| -------------------------------------- | -------------------------------------- | -------------------------------------- | -------------------------------------- | -------------------------------------- | -------------------------------------- | -------------------------------------- |
| Positie:                               | 38                                     | 35                                     | 35                                     | 36                                     | 40                                     | uit                                    |

### VlaamseUltratop 50
| Hitnotering: 31-03-2012 | Hitnotering: 31-03-2012 | Hitnotering: 31-03-2012 |
| Week:                   | 1                       |                         |
| ----------------------- | ----------------------- | ----------------------- |
| Positie:                | 43                      | uit                     |